# 高雨儿
高雨儿（1993年9月24日—），女，安徽人，中国演员。

## 生平
高雨儿从小开始学习舞蹈，而这也为她之后的演艺生涯奠定了良好的基础。2005年，高雨儿就读于北京体育大学附中。2008年，高雨儿就读于中央音乐学院附中国标舞系，在校期间她还被评为“专业标兵”。2012年，高雨儿顺利考入中央戏剧学院儿艺班。

### 演艺经历
2014年，参加李慧珠执导的古装爱情喜剧《美人制造》全国演员选拔，最终以18401票获胜，并获得出演该剧资格，而她在剧中则饰演了心狠手辣的宫女春桃，并且这也是她的首部影视剧作品；10月，客串景甜、张哲瀚、李佳航主演的古装励志爱情喜剧《班淑传奇》；同年，她还出演了米热、迪丽热巴、张逸杰主演的校园魔幻悬疑剧 《逆光之恋》，并在剧中饰演莫演的初恋女友林青。

## 影视作品

### 电视剧
| 首播年份 | 剧名                     | 角色        | 备注   |
| 2014年   | 美人制造之「公主的秘密」 | 春桃        |        |
| 2015年   | 逆光之恋                 | 林青        | 网络剧 |
| 2015年   | 班淑传奇                 | 阿双        |        |
| 2016年   | 美人为馅(第一、二季）    | 乐洛霞      | 网络剧 |
| 2016年   | 半妖倾城2                | 娜娜        | 网络剧 |
| 2017年   | 云巅之上                 | 笑笑        |        |
| 2017年   | 大王不容易               | 大護法      |        |
| 2018年   | 凤囚凰                   | 粉黛        | [ 1 ]  |
| 2018年   | 镇魂                     | 祝红        | 网络剧 |
| 2018年   | 延禧攻略                 | 锦绣        | [ 2 ]  |
| 2019年   | 皓鑭傳                   | 瑤姬        |        |
| 2019年   | 烈火军校                 | 织田显荣    |        |
| 2019年   | 從前有座靈劍山           | 风铃        | 网络剧 |
| 2020年   | 鬢邊不是海棠紅           | 俞青        |        |
| 2020年   | 那江烟花那江雨           | 鈕祜祿•萩祺 | 网络剧 |
| 2020年   | 潜梦追凶                 | 武芳芳      | 网络剧 |
| 2022年   | 老友餐厅                 | 米拉        |        |
| 2025年   | 亲爱的仇敌               | 刘怡然      | 网络剧 |
| 待播映   | 梦回朝歌                 | 河茵        | [ 3 ]  |

### 电影
| 上映年份 | 片名               | 角色   |
| 2017年   | 狩魔战纪           | 王木乔 |
| 2017年   | 嘶吼青春之拳击少女 | 阿雅   |
| 2023年   | 里奇不眠夜         | 胡思思 |